# عمر كاتاري
عمر كاتاري (بالإسبانية: Omar Catarí) (مواليد 25 أبريل 1964) هو ملاكم فنزويلي، مثّل بلاده في الألعاب الأولمبية الصيفية في دورتي 1984 و1988.

## روابط خارجية
عمر كاتاري على موقع بوكس ريك (الإنجليزية) (registration required)
- عمر كاتاري على موقع أوليمبيديا (الإنجليزية)